# Sergio Stivaletti
Sergio Stivaletti (Roma, 15 de marzo de 1957) es un director de cine y artista de efectos especiales italiano.

## Carrera
Durante una carrera de más de treinta años, Stivaletti ha concebido y creado personajes, criaturas y monstruos para el cine, la televisión y el teatro, colaborando con algunos directores italianos como Dario Argento, Michele Soavi, Lamberto Bava, Roberto Benigni y Gabriele Salvatores. Es el creador de la miniserie de cómics Factor-V, publicada desde marzo de 2010 por la editorial Star Comics.
Como director, ha realizado películas enmarcadas en el género del terror como La máscara de cera (1997), I tre volti del terrore (2004) y Rabbia furiosa - Er canaro (2018).

## Filmografía

### Como director
- La máscara de cera (1997)
- I tre volti del terrore (2004)
- Il velo di Waltz (2010)
- L'invito (2013)
- The Profane Exhibit (2013)
- Fear (2014)
- Rabbia furiosa - Er canaro (2018)